# Edward Kremers
Edward Kremers (Milwaukee, 23 de febrer del 1865 - 9 de juliol del 1941) fou un farmacòleg estatunidenc d'ascendència alemanya. El 1886 es graduà en Farmàcia per la Universitat de Wisconsin i el 1888 obtingué el seu batxillerat universitari en ciències per la mateixa universitat, on fou alumne de Frederick Belding Power. Entre el 1888 i el 1890 s'estigué a Alemanya, on es doctorà per la Universitat de Göttingen amb una tesi sobre la isomeria en els terpens. En tornar als Estats Units, esdevingué professor de la Universitat de Wisconsin, càrrec que compaginaria amb una intensa activitat de recerca, l'edició de revistes científiques i la participació en entitats del gremi (com ara l'Associació Farmacèutica Americana) tot al llarg de la seva carrera.
És considerat un reformador de l'educació en farmacologia. El 1892 introduí grans canvis en la manera com s'ensenyava aquesta matèria, incloent-hi la transició a una carrera de quatre anys. Al principi, les seves idees toparen amb l'oposició frontal de l'Associació Farmacèutica Americana i de l'Associació Farmacèutica de Wisconsin, entre d'altres. Tanmateix, a despit de la seva joventut, en els anys següents vencé aquesta resistència i les seves propostes acabaren imposant-se.
Entre altres reconeixements, fou guardonat dues vegades (1887 i 1900) amb el Premi Ebert. Des del 1962 es concedeix el Premi Edward Kremers, establert un any abans per l'Institut Americà d'Història de la Farmàcia. És atorgat al(s) autor(s) d'un llibre o una sèrie d'articles sobre història de la farmàcia i els fàrmacs que destaqui per la seva qualitat i el seu rigor acadèmic.
Quan tenia 27 anys, es casà amb Laura Haase, amb qui tindria dos fills i dues filles.